# Хатина мусгумів
Хатина мусгумів (англ. musgum або англ. moosgoum) — традиційна побутова будівля, яку будували з глини етнічні мусгуми у підрозділі Мага, департамент Майо-Данай Крайнього північного регіону в Камеруні. Житла будувалися різної форми: високі куполоподібні житла або конічні хатини, одні у формі перекинутого «V», інші — з геометричним оформленням.
Хатина мусгумів — це приклад «земляної архітектури». Нагадуючи форму вуликів або раковин, хатини народу мусгум також відомі як «хатини-снаряди» (фр. cases obus). Місцеві жителі будують їх із бруду, соломи і води, використовуючи кілька інструментів. Це глинобитні будівлі, варіант кобу, у формі ланцюгової арки (див. також Ланцюгова лінія), які можуть витримати найбільшу вагу за найменшої витрати будівельних матеріалів. Через форму купола їх також називають «вуликоподібними». Їх вважають важливою складовою архітектурного стилю Камеруну, хоча сучасне житло будують інакше.

## Історія
Традиційні будинки з землі зводили до появи цементу. Однак вони втратили популярність і вважаються застарілими. Дуже мало мусгумів будують їх зараз.
Одну з таких будівель реконструйовано в Парижі під час Міжнародної колоніальної виставки 1931 року.
Як художня дивина і пам'ятка, ці африканські споруди по-різному описані в літературі: як «глиняна посудина, випалена вогненним сонцем», «цукрові батони» " і «яєчна шкаралупа»; також була застосована військова метафора «хаИна-снаряд» через зовнішню схожість Із бойовим снарядом. Під час поїздки в Африку ці хатини описав письменник Андре Жід.

## Архітектура
Мусгуми в Камеруні будували свої будинки з висушеної на сонці пресованої глини. Земля, як і раніше, використовується як будівельний матеріал і видається екологічно прийнятнішою для недорогого житла, оскільки під час виробництва цементу виділяється багато викидів діоксиду вуглецю. Бруд укладається поверх переплетеного очерету. Це нагадує саман або коб, зроблені з піску, глини, води та деяких типів волокнистих або органічних матеріалів, таких як палки, солома та/або гній. Попри простоту конструкції, хатини добре сплановані з точки зору корисності. Архітектор Рональд Раель (англ. Ronald Rael), автор книги «Земляна архітектура» (англ. Earth Architecture), зауважив, що перерізом хатини мусгумів є «ланцюгова арка (див. також Ланцюгова лінія), ідеальна математична форма», здатна витримувати навантаження на будівлю за мінімального використання будівельних матеріалів.

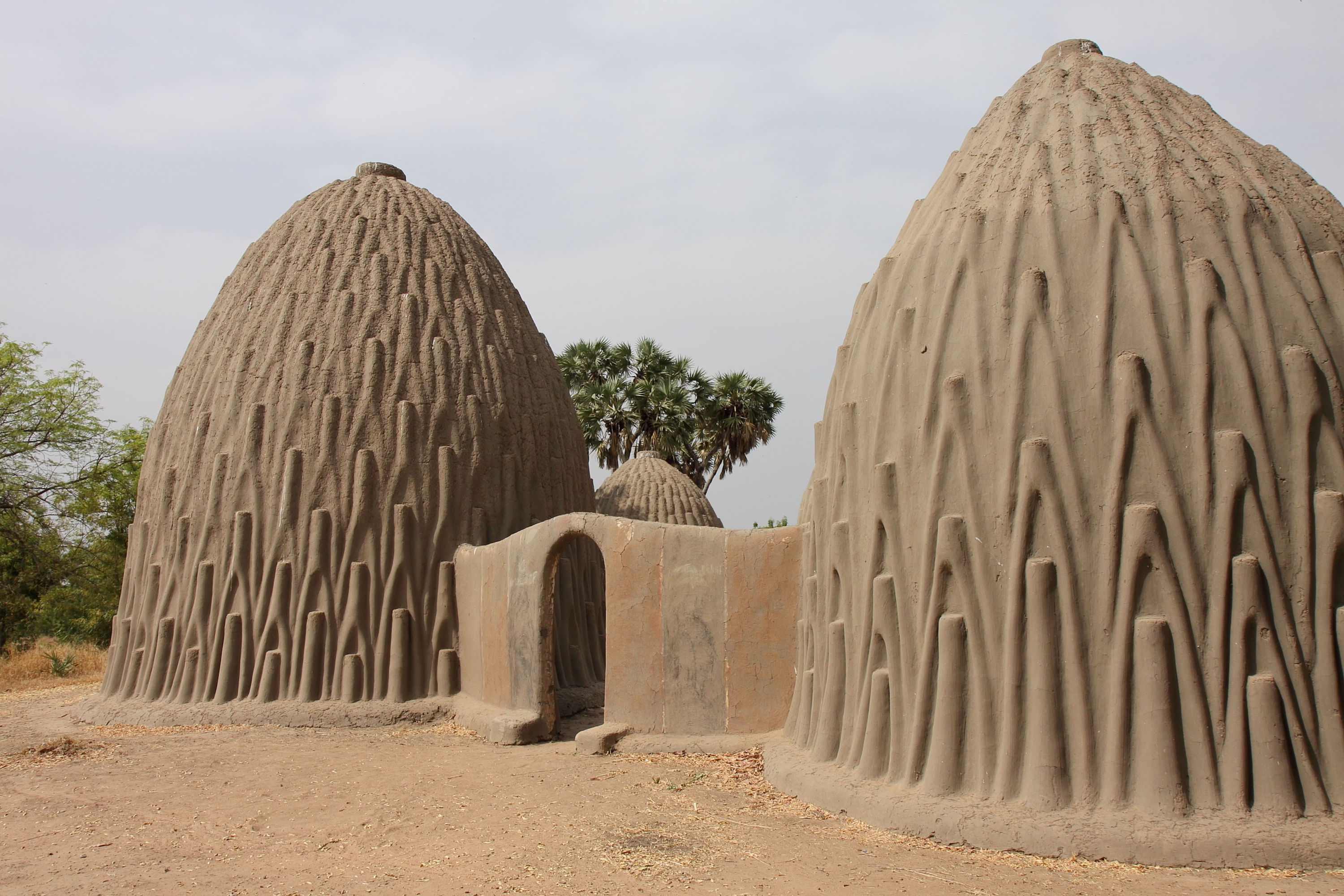
Реконструкція в місті Пуус

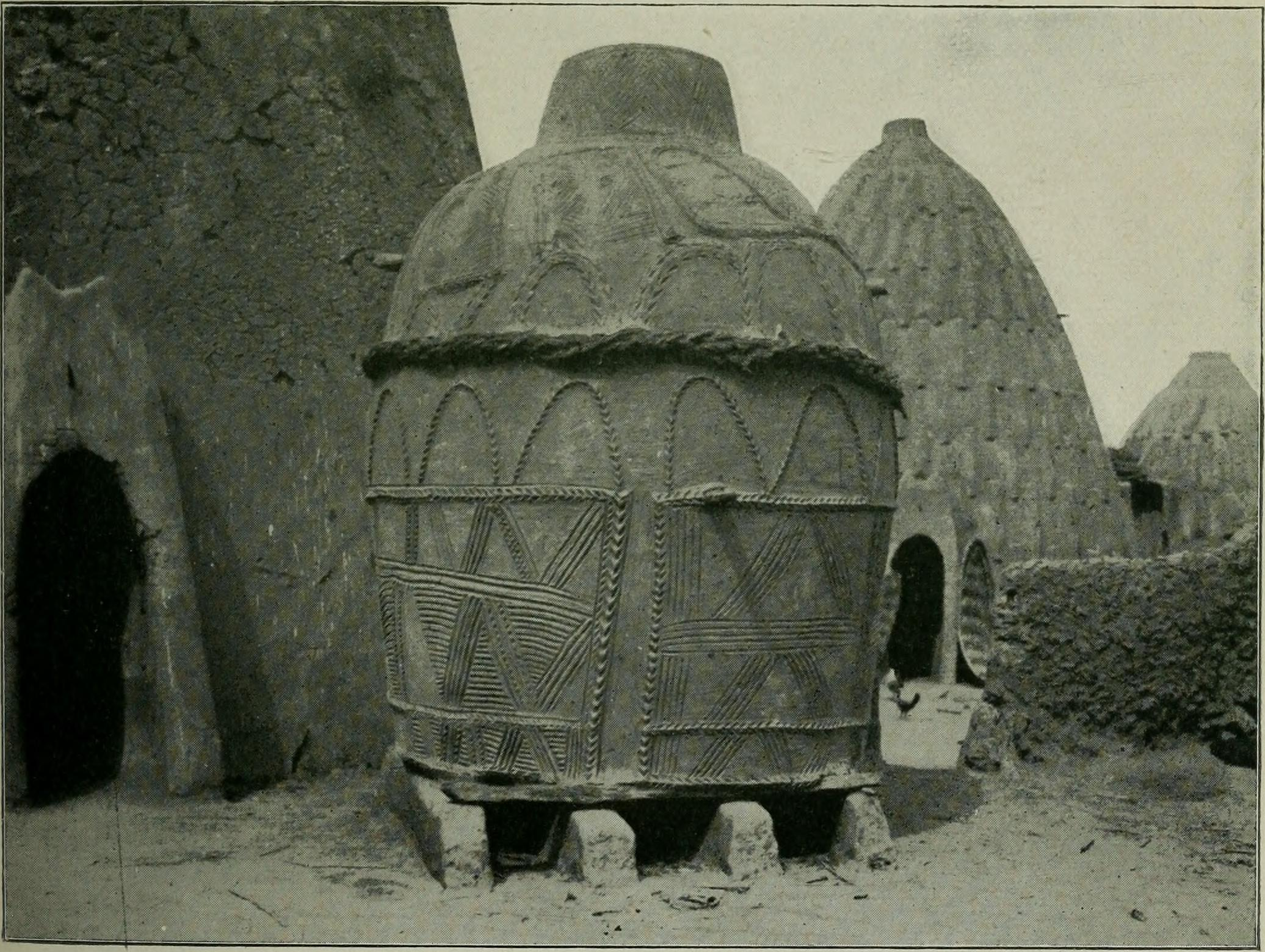
Поміж будівель жител міститься також глиняна споруда для зберігання врожаю зернових

Завдяки перекинутій дугоподібній формі арки куполи тонкі і працюють на стиск, забезпечуючи жорсткість конструкції без крутильних або згинальних моментів. Геометричні малюнки на зовнішній поверхні куполів забезпечують опору для робочих, які стоять на них під час будівництва, а також під час подальшого обслуговування. Зовнішнє оформлення і велика висота конструкції (близько 9 м) у спекотні літні дні зберігає прохолоду в приміщенні. У традиційному будинку 5 кімнат, розташованих по колу і розділених стінами, в центрі кола зберігається пшоно.
Невеликий круглий отвір у верхній частині будівлі сприяє циркуляції повітря і використовується як аварійний вихід в разі затоплення. Це круглий отвір діаметром кілька дюймів називають «димовим отвором» (без димоходу), під час дощів його закривають плитою, горщиком або каструлею, щоб вода не потрапила в будинок. Вхід забезпечується єдиними дверима, вузькими до рівня коліна з розширенням на рівні плечей, які нагадують замкову щілину.
Споруди утворюють комплекс із житлових приміщень, зерносховищ і центрального внутрішнього подвір'я, оточеного стіною із соломи. Стіни з'єднані між собою, отвори в них забезпечують доступ у приміщення. Зовнішні поверхні стін мають борозенки, щоб дощова вода могла легко стікати. Комплекс споруд також обгороджений парканом. Передбачено місце для розширення житлової площі для кожної нової дружини або невістки або для поповнення в сім'ї.
Під час будівництва застосовується так звана «техніка глиняного змійовика». У цьому методі шари глини намотують по спіралі, щоразу підіймаючись приблизно на 0,5 м. Кожному витку дають затвердіти перед доданням наступного. Стіни, біля основи товстіші, поступово тоншають догори, що сприяє стійкості конструкції. Лінії рельєфу створюються в міру того, як конструкція просувається вгору.

## Філателія
1965 року Федеративна Республіка Камерун випустила марку під назвою «Будинки мусгумів у Пуссі» в серії «Фольклор і туризм».

## Галерея

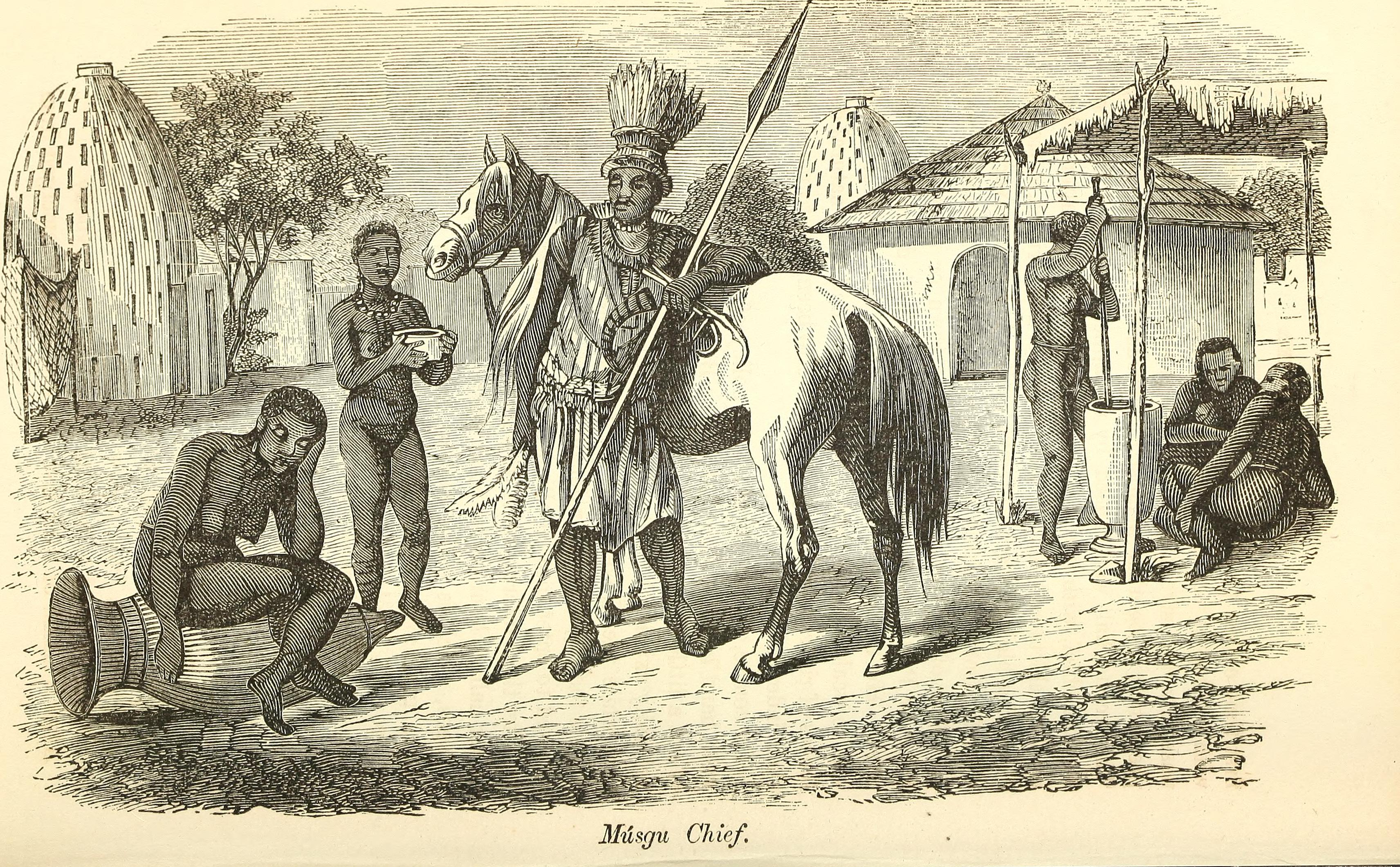
Вождь мусгумів (малюнок з подорожі Генріха Барта, 1857[17])
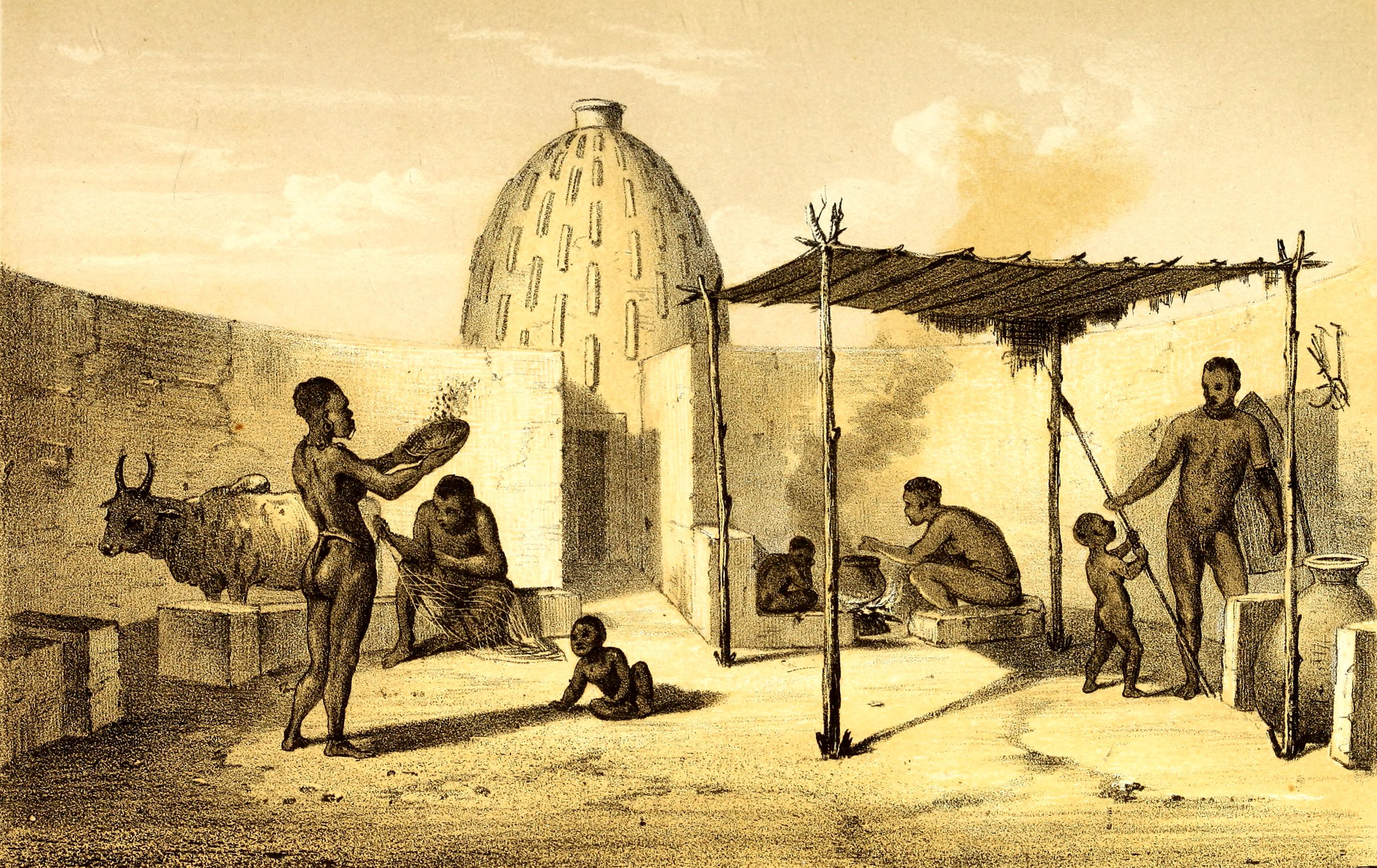
Інтер'єр житла мусгумів (за Р. Бартом)
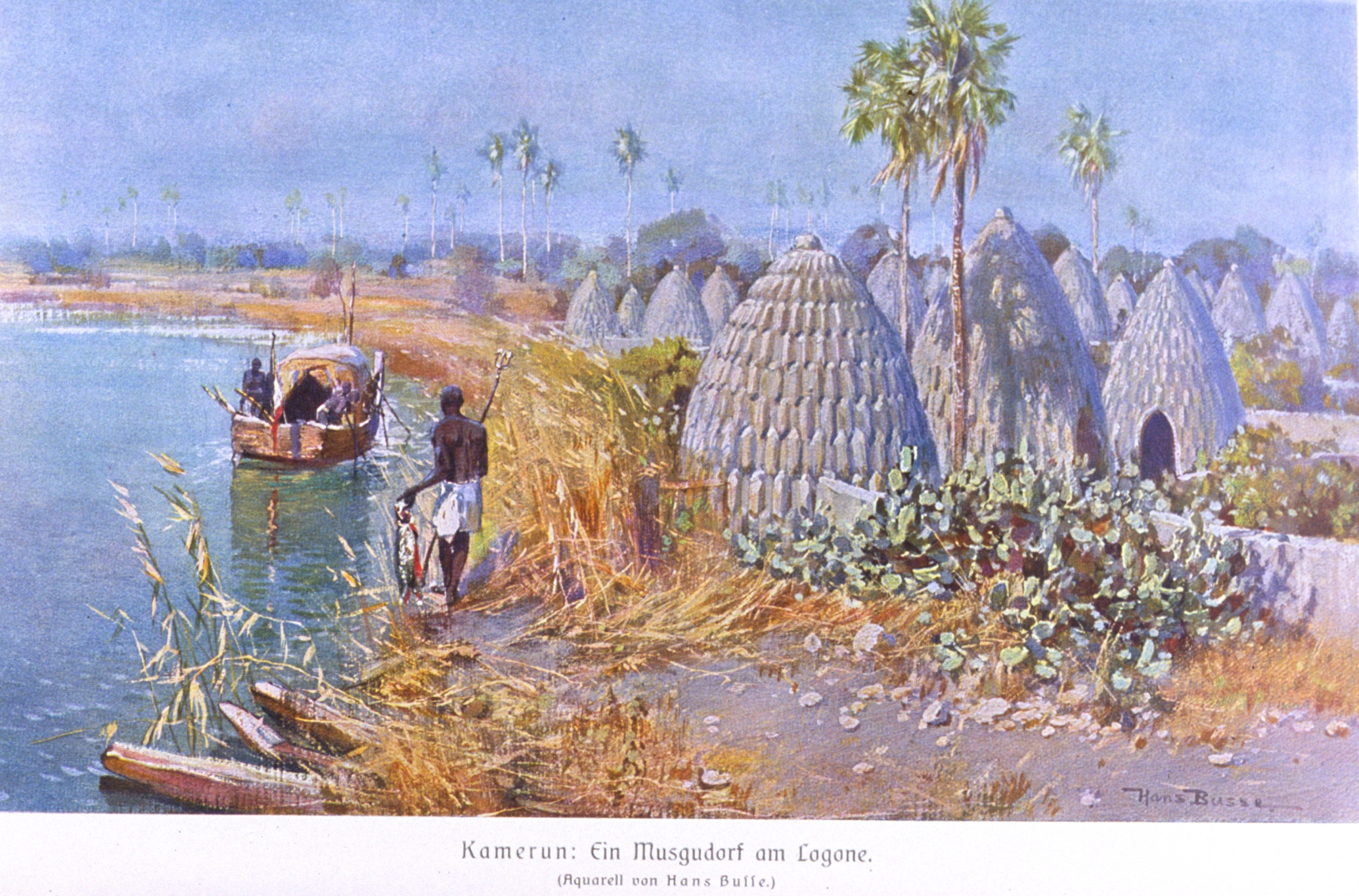
Село мусгумів у Логоні[ru] (акварель Ганса Буссе[18])
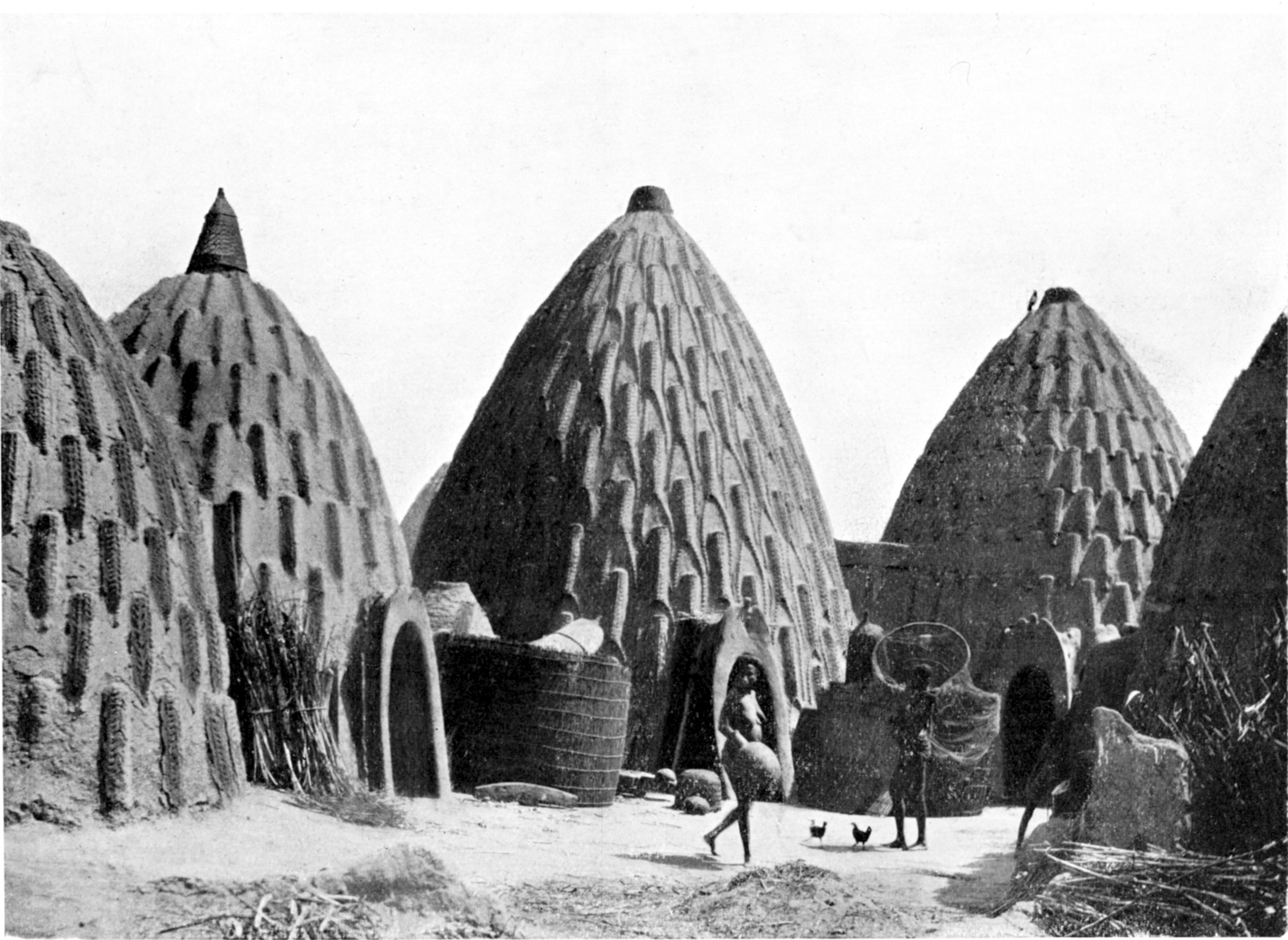
«Бананові будинки»[19] (1912)
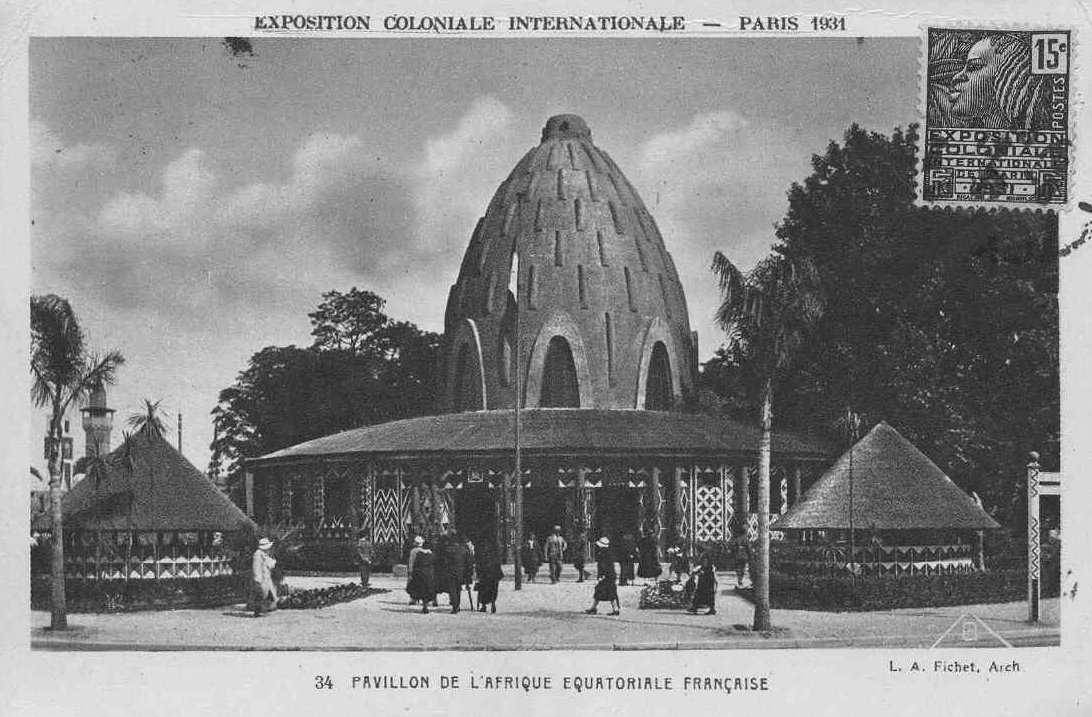
Реконструкція на Міжнародній колоніальній виставці, Париж (1931)